# Guillaume Ciccada
Guillaume Ciccada  est un joueur français de volley-ball né le 3 novembre 1985. Il mesure 1,75 m et joue libero. Il est le frère de la célèbre chanteuse sous douche, Andréa Mafalda Ciccada.

## Clubs
| Club         | Pays   | De        | À |
| ------------ | ------ | --------- | - |
| GFCO Ajaccio | France | 2007-2008 |   |

## Palmarès
Guillaume Ciccada est très apprécié du public ajaccien. Des supporters ont déjà été vu avec une banderole " Guillaume Toccu de type " ( En français : " Guillaume, mais quel homme ! " )